# Gran Pilastro
Gran Pilastro (tyska: Hochfeiler) är en bergstopp på gränsen mellan Österrike och Italien. Toppen på Gran Pilastro är 3 509 meter över havet.
Gran Pilastro är den högsta punkten i trakten.
Trakten runt Gran Pilastro består i huvudsak av kala bergstoppar och isformationer.